# Polycentropus apsyrtos
Polycentropus apsyrtos är en nattsländeart som beskrevs av Malicky 1999. Polycentropus apsyrtos ingår i släktet Polycentropus och familjen fångstnätnattsländor. Inga underarter finns listade i Catalogue of Life.